# Walnice Nogueira Galvão
Walnice Nogueira Galvão (São Paulo, 1937) é uma ensaísta e  crítica literária brasileira, professora emérita da Faculdade de Filosofia, Letras e Ciências Humanas da Universidade de São Paulo.
Graduada em Ciências Sociais pela Universidade de São Paulo, em 1961, fez seu doutorado em Letras, escolhendo como tema para sua tese a obra de João Guimarães Rosa. A tese As formas do falso - Um estudo sobre a ambiguidade no Grande Sertão: veredas, de 1970, foi seu primeiro livro. Em 1972, veio No calor da hora - A guerra de Canudos nos jornais, que lhe deu a livre-docência.
Foi professora e pesquisadora de Teoria Literária e Literatura Comparada na USP, atuando como primeira assistente de Antonio Candido de Mello e Souza. Publicou mais de 30 livros, além de artigos para jornais e revistas, tornando-se uma das principais estudiosas da obra de Guimarães Rosa e de Euclides da Cunha. Dedicou-se também a estudos de gênero, com A donzela-guerreira (1998).
Mesmo depois de se aposentar como professora titular, continuou dedicando-se à atividade acadêmica. Coordenou cursos de Literatura Universal na Biblioteca municipal Mário de Andrade e atuou como conselheira da editora do MST. Em 2009, recebeu o prêmio Mário de Andrade da Biblioteca Nacional com o livro Mínima mímica - Ensaios sobre Guimarães Rosa. No ano seguinte, a Academia Brasileira de Letras premiou seu livro Euclidiana - Ensaios sobre Euclides da Cunha.

## Principais obras
- As formas do falso: um estudo sobre a ambiguidade no Grande sertão: veredas (Perspectiva, 1972)
- No calor da hora (Atica, 1973)
- Saco de gatos (Duas Cidades, 1976)
- Mitológica rosiana (Ática, 1978)
- Gatos de outro saco (Brasiliense, 1981)
- Le roman brésilien: une littérature anthropophage au XXe siècle, com Mario Carelli (Presses universitaires de France, 1995)
- Correspondência de Euclides da Cunha (Edusp, 1997)
- Desconversa- Ensaios críticos (Editora UFRJ, 1998)
- A donzela-guerreira: um estudo de gênero (SENAC São Paulo, 1998)
- Prezado senhor, prezada senhora: estudos sobre cartas (Companhia das Letras, 2000)
- Le carnaval de Rio: trois regards sur une fête brésilienne (Chandeigne, 2000)
- Euclidiana: ensaios sobre Euclides da Cunha (Companhia das Letras, 2009)
- O império do Belo Monte: vida e morte de Canudos (Fundação Perseu Abramo, 2001)
- As musas sob assédio: literatura e industria cultural no Brasil (Senac São Paulo, 2005)
- Guimarães Rosa (Publifolha, 2000)
- Mínima mímica: ensaios sobre Guimarães Rosa (Companhia das Letras, 2008)
- Ao som do samba: uma leitura do Carnaval carioca (Fundação Perseu Abramo, 2009)
- Indianismo revisitado[6]
- Sombras e Sons (Lazuli Editora, 2010)